# Stillingia argutedentata
Stillingia argutedentata là một loài thực vật có hoa trong họ Đại kích. Loài này được Jabl. miêu tả khoa học đầu tiên năm 1967.